# Piper cacuminum
Piper cacuminum är en pepparväxtart som beskrevs av C. Dc.. Piper cacuminum ingår i släktet Piper och familjen pepparväxter. Inga underarter finns listade i Catalogue of Life.